# British Home Championship 1905
De British Home Championship van 1905 was de 22e editie van de British Home Championship. Het toernooi werd gehouden van 25 februari tot en met 8 april 1905. Engeland werd kampioen.

## Eindstand
| Team      | Gsp | W | G | V | DV | DT | DS | Ptn |
| --------- | --- | - | - | - | -- | -- | -- | --- |
| Engeland  | 3   | 2 | 1 | 0 | 5  | 2  | +3 | 5   |
| Wales     | 3   | 1 | 1 | 1 | 6  | 6  | 0  | 3   |
| Schotland | 3   | 1 | 0 | 2 | 5  | 4  | +1 | 2   |
| Ierland   | 3   | 0 | 2 | 1 | 3  | 7  | –4 | 2   |

## Wedstrijden
|                                                     |                   |       |                           |                                                                                       |
| 25 februari 1905 «onderlinge duels» 15:00 uur (UTC) | Engeland          | 1 – 1 | Ierland                   | Ayresome Park, Middlesbrough Toeschouwers: 21.700 Scheidsrechter: Tom Robertson (SCO) |
| 25 februari 1905 «onderlinge duels» 15:00 uur (UTC) | Steve Bloomer 50' |       | 49' (e.d.) Tim Williamson | Ayresome Park, Middlesbrough Toeschouwers: 21.700 Scheidsrechter: Tom Robertson (SCO) |

|                                                 |                                                          |       |                    |                                                                                  |
| 6 maart 1905 «onderlinge duels» 15:30 uur (UTC) | Wales                                                    | 3 – 1 | Schotland          | Racecourse Ground, Wrexham Toeschouwers: 6.000 Scheidsrechter: Tom Kirkham (ENG) |
| 6 maart 1905 «onderlinge duels» 15:30 uur (UTC) | Mart Watkins 30' Grenville Morris 47' Billy Meredith 50' |       | 86' John Robertson | Racecourse Ground, Wrexham Toeschouwers: 6.000 Scheidsrechter: Tom Kirkham (ENG) |

|                                                  |                                                                    |       |         |                                                                             |
| 18 maart 1905 «onderlinge duels» 15:30 uur (UTC) | Schotland                                                          | 4 – 0 | Ierland | Celtic Park, Glasgow Toeschouwers: 35.000 Scheidsrechter: Tom Kirkham (ENG) |
| 18 maart 1905 «onderlinge duels» 15:30 uur (UTC) | Charles Thomson 14' (pen.), pen.' Bobby Walker 35' Jimmy Quinn 50' |       |         | Celtic Park, Glasgow Toeschouwers: 35.000 Scheidsrechter: Tom Kirkham (ENG) |

|                                                  |                                             |       |                      |                                                                             |
| 27 maart 1905 «onderlinge duels» 15:30 uur (UTC) | Engeland                                    | 3 – 1 | Wales                | Anfield, Liverpool Toeschouwers: 26.100 Scheidsrechter: Tom Robertson (SCO) |
| 27 maart 1905 «onderlinge duels» 15:30 uur (UTC) | Vivian Woodward 55', 88' Stanley Harris 80' |       | 75' Grenville Morris | Anfield, Liverpool Toeschouwers: 26.100 Scheidsrechter: Tom Robertson (SCO) |

|                                                 |               |       |           |                                                                                     |
| 1 april 1905 «onderlinge duels» 15:30 uur (UTC) | Engeland      | 1 – 0 | Schotland | Crystal Palace, Londen Toeschouwers: 27.599 Scheidsrechter: William Nunnerley (WAL) |
| 1 april 1905 «onderlinge duels» 15:30 uur (UTC) | Joe Bache 80' |       |           | Crystal Palace, Londen Toeschouwers: 27.599 Scheidsrechter: William Nunnerley (WAL) |

|                                                      |                                       |       |                                     |                                                                          |
| 8 april 1905 «onderlinge duels» 15:30 uur (UTC–0:25) | Ierland                               | 2 – 2 | Wales                               | Solitude, Belfast Toeschouwers: 15.000 Scheidsrechter: Tom Kirkham (ENG) |
| 8 april 1905 «onderlinge duels» 15:30 uur (UTC–0:25) | Neeley Murphy 25' Charlie O'Hagan 45' |       | 18' Mart Watkins 38' Bobby Atherton | Solitude, Belfast Toeschouwers: 15.000 Scheidsrechter: Tom Kirkham (ENG) |